# Hydatophylax magnus
Hydatophylax magnus là một loài Trichoptera trong họ Limnephilidae. Chúng phân bố ở miền Cổ bắc.